# Roy Orbison at the Rock House
Roy Orbison at the Rock House è il primo album in studio del cantautore e chitarrista statunitense Roy Orbison, pubblicato nel 1961.

## Tracce
1. This Kind of Love – 2:09
2. Devil Doll – 2:09
3. You're My Baby – 2:05
4. Trying to Get to You – 2:38
5. It's Too Late – 1:59
6. Rock House – 2:02
7. You're Gonna Cry – 2:07
8. I Never Knew – 2:22
9. Sweet and Easy to Love – 2:12
10. Mean Little Mama – 1:57
11. Ooby Dooby – 2:13
12. Problem Child – 2:10